# Chiesa di San Zeno (Cellore)
La chiesa di San Zeno Vescovo è la chiesa parrocchiale di Cellore, frazione del Comune di Illasi, in provincia e diocesi di Verona; fa parte del vicariato dell'Est Veronese, precisamente dell'Unità Pastorale Illasi-Tregnago-Vestene.

## Storia
La storia della chiesa è legata all’istituzione da parte del Vescovo di Verona Giovanni Pietro Aurelio Mutti della parrocchia di Cellore nel 1850, smembrandola da quella di Cazzano.

A quel tempo esisteva l’Abbazia Minore di San Zeno come unico luogo di culto, dalla storia piuttosto antica, legata all’Abbazia di San Zeno Maggiore in Verona.
Tra il 1878 e il 1880, probabilmente a causa delle dimensioni dell’Abbazia, si decide di costruire l’attuale edificio su disegno dell’architetto don Angelo Gottardi, benedetto nel 1883 dal Vescovo di Verona Cardinale Luigi di Canossa.
Un momento importante fu la collocazione del nuovo altare maggiore, acquistato nel 1914 e proveniente dalla chiesa di San Sebastiano in Verona.

In precedenza era stato usato l’altare dell’Abbazia, proveniente dalla chiesetta di Gusperino, contrada di Cellore, oggi nella chiesa di San Marco in Pai di Torri del Benaco.
La chiesa fu consacrata dal Cardinale Ugo Poletti, all’epoca Arciprete della Basilica Liberiana di Santa Maria Maggiore, domenica 6 settembre 1992.
Risale al 2002 l’intervento su progetto dell’architetto Denis Cecconato riguardante il restauro della facciata e la manutenzione della copertura.

## Descrizione

### Esterno
La facciata a capanna in stile neoromanico, rivolta verso sud-est, preceduta dalla scalinata, presenta al centro un portale rettangolare all’interno di un arco strombato a tutto sesto, sopra il quale vi è la lunetta raffigurante San Zeno, opera del pittore locale Adriano Cassini, sovrastata da una bifora. Il tutto è all’interno di un protiro, decorato con motivi a tralci, su cui svettano tre pinnacoli.
Ai lati del portale, ma in posizione più elevata, vi sono due alte bifore che introducono la luce naturale nel tempio assieme al rosone con dodici petali in asse con il protiro.
Ai lati del rosone, in asse con le bifore, vi sono due bassorilievi uguali con Croce inscritta in un cerchio. 
La facciata presenta in alto una decorazione con archetti pensili, mentre al vertice centrale svetta una grande Croce in ferro. Sui vertici laterali vi sono due pinnacoli conici che poggiano su due possenti lesene.

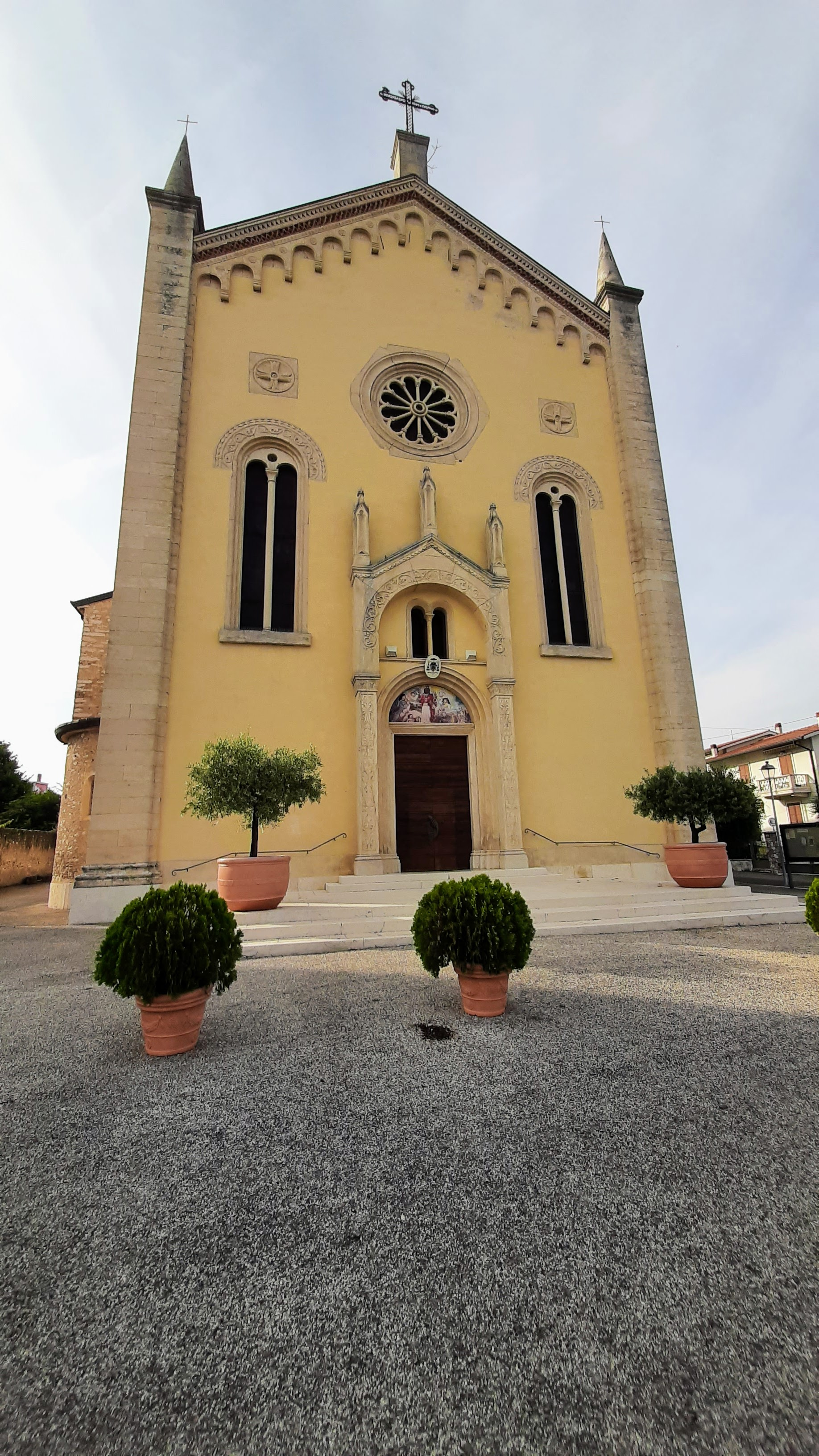
La facciata.
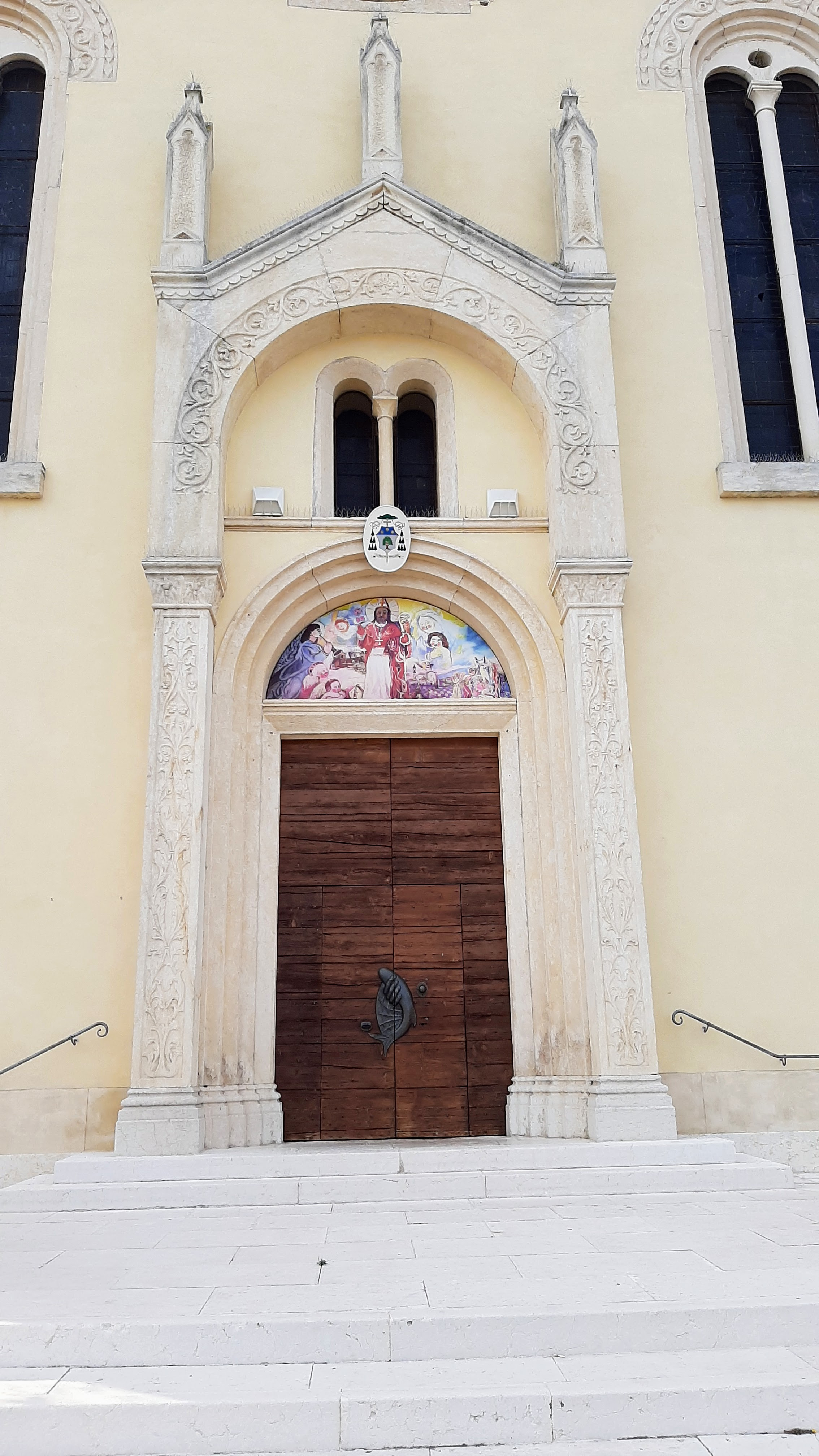
Il portale. Sopra la lunetta dipinta da Adriano Cassini, lo scudo con lo stemma del Vescovo di Verona, mons. Domenico Pompili.

### Interno
L’interno del luogo di culto è costituito da un'unica aula rettangolare con quattro cappelle laterali, due per lato, con altari in marmi policromi.
La copertura dell’aula è suddivisa in cinque campate, con le due maggiori con volta a crociera decorata con motivi vegetali che si alternano con volte a botte.

La decorazione fu realizzata nel 1907 dal pittore Viscardo Canton.
A introdurre la luce esterna nel tempio sono, oltre alle già citate aperture in facciata, due trifore per lato, collocate nella parte alta delle pareti.
Il pavimento della navata è in quadrotte alternate di marmo rosso Verona e nembro rosato collocati in corsi obliqui all’interno di un bordo perimetrale costituito da lastre rettangolari di marmo rosso.
Sul lato destro abbiamo gli altari delle Anime e della Madonna di Lourdes (o Maria Regina), quest’ultimo progettato nella seconda metà del XVII secolo da Giovan Battista Bianchi e proveniente da altra chiesa.
Sul lato sinistro sono presenti gli altari di San Giuseppe e San Zeno, con statua dell’ottavo Vescovo di Verona risalente al XVII secolo. Tra di essi è collocato il pulpito ligneo.
L’arco trionfale a tutto sesto presenta due opere dipinte tra il 1920 e il 1930 dal pittore veronese Gaetano Miolato e raffiguranti la Cena di Emmaus e Mosè che promette agli Ebrei la manna.

#### IlGruppo del Calvario

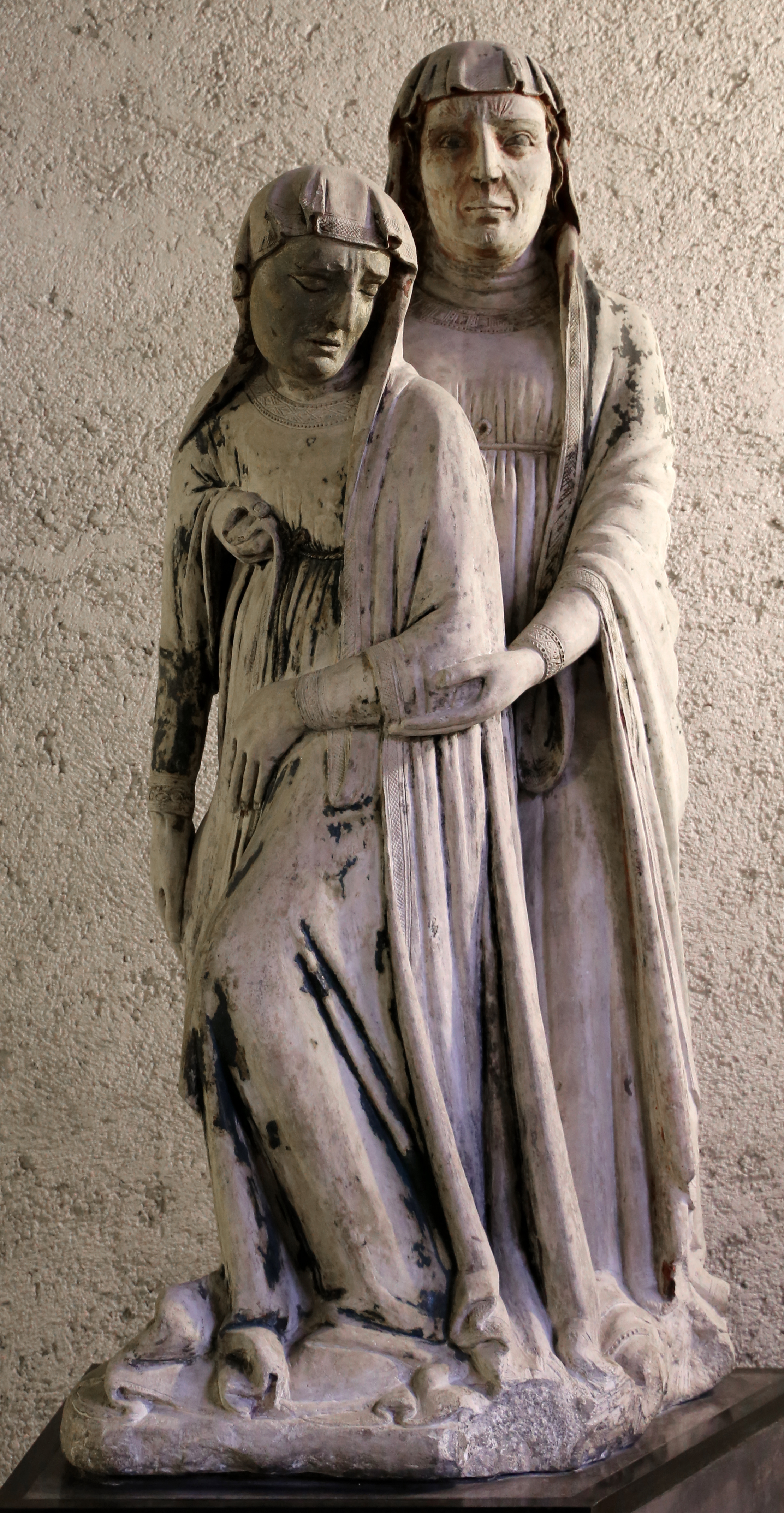
Lo Svenimento della Vergine, oggi al Museo di Castelvecchio.

Nella cappellina tra le due più grandi del lato destro vi è una preziosa testimonianza della scultura veronese del XIV secolo, cioè il Gruppo del Calvario, composto dal Crocifisso al centro, San Giovanni con le mani giunte e Maria Maddalena in ginocchio, è attribuito dalla critica all’ignoto Maestro di Santa Anastasia, identificato in Rigino di Enrico da Gian Lorenzo Mellini.
In origine il Gruppo del Calvario non era a Cellore, ma nella chiesa cittadina di San Fermo Maggiore.
Un restauro, nel XXI secolo, ha permesso di recuperare in parte la policromia originale del gruppo, una sorta di “sacra rappresentazione” medievale.
Al gruppo manca la statua della Svenimento della Vergine, trattenuta dal Museo di Castelvecchio nel XX secolo e sostituita con una copia oggi collocata nell’Abbazia.

Il gruppo di Cellore è confrontabile con l’altra Crocifissione attribuita a Rigino, proveniente dalla chiesa non più esistente di San Giacomo alla Rogna e oggi al Museo di Castelvecchio, anche se quella nella chiesa di San Zeno è considerata come opera più matura.

#### Il presbiterio e l’altare maggiore
Il presbiterio, a pianta rettangolare, elevato di due gradini rispetto alla navata e con balaustre, è coperto da una volta a crociera con quattro tondi in cui sono dipinti gli Evangelisti.

Il pavimento è in lastre di nembro rosato della Lessinia.
Evidente la presenza nel presbiterio dell’imponente altare maggiore proveniente dalla chiesa cittadina di San Sebastiano. In marmi policromi, è stato progettato dall’architetto gesuita Andrea Pozzo e costruito dal lapicida bresciano Antonio Corbarelli.
In esso, al centro, su un alto piedistallo, vi è il San Sebastiano dello scultore vicentino Orazio Marinali, autore anche dei due angeli genuflessi che sorreggono il tabernacolo, dei quattro putti seduti sugli archi laterali e dei medaglioni in bronzo con Santi gesuiti.
In asse con il San Sebastiano, in alto, si trova l’Assunta del bresciano Santo Calegari, mentre l’urna reliquiario nella nicchia dell’altare richiama quella di Gian Battista Rangheri per la chiesa di Santa Maria in Organo in Verona.
Il presbiterio è affiancato da due piccole navate laterali da cui si può accedere ai sovrastanti matronei con tre arcate a tutto sesto.
A destra dell’altare vi è la Disputa dei santi, opera commissionata da Nicolò Nicoli nel 1771 per la locale Abbazia.
Dietro l’altare maggiore vi è l’abside a base semicircolare con due monofore.

## Campanile e campane

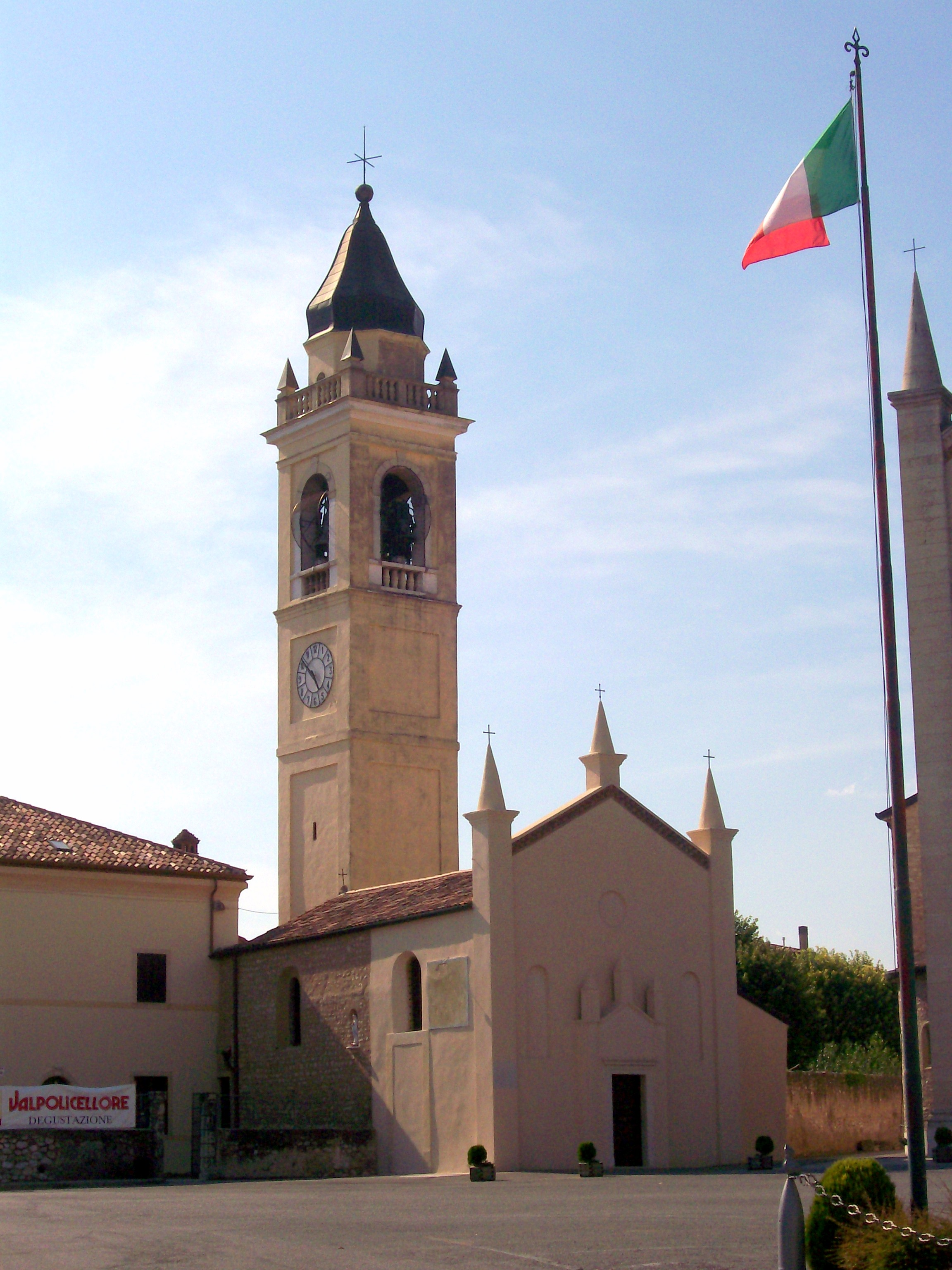
Il campanile, edificato nei pressi dell’Abbazia.

Il campanile, edificato addossato al fianco settentrionale dell’Abbazia, ha una base quadrata e un fusto massiccio.
La cella campanaria ha una monofora per lato con balaustra, mentre il sovrastante tamburo ottagonale, circondato da quattro pinnacoli uniti da balaustre, presenta una copertura a cipolla in rame su cui svetta una Croce metallica.
Il concerto campanario presente oggi sulla torre è composto da 10+1 campane in MI3, montate veronese e a doppio sistema le sei maggiori, cioè suonabili manualmente ed elettricamente; le altre sono solo manuali.

Questi i dati del concerto:
1 – MI3 – diametro 1100 mm - peso 747 kg - fusa nel 1852 da Cavadini di Verona.
2 – FA#3 – diametro 980 mm - peso 525 kg - fusa nel 1852 da Cavadini di Verona.
3 – SOL#3 – diametro 875 mm – peso 377 kg - fusa nel 1852 da Cavadini di Verona.
4 – LA3 – diametro 820 mm – peso 319 kg - fusa nel 1931 da Cavadini di Verona.
5 – SI3 – diametro 720 mm – peso 207 kg – fusa nel 1936 da Cavadini di Verona.
6 – DO#4 – diametro 666 mm – peso 174 kg – fusa nel 1990 da De Poli di Vittorio Veneto (TV).
6/a (semitono) – RE4 – diametro 630 mm – peso 155 kg – fusa nel 2012 da De Poli di Vittorio Veneto.
7 – RE#4 – diametro 620 mm – peso 145 kg – fusa nel 2001 da De Poli di Vittorio Veneto.
8 – MI4 – diametro 578 mm – peso 125 kg - fusa nel 2001 da De Poli di Vittorio Veneto.
9 – FA#4 – diametro 506 mm – peso 81 kg - fusa nel 2001 da De Poli di Vittorio Veneto.
10 - SOL#4 – diametro 450 mm – peso 58 kg - fusa nel 2001 da De Poli di Vittorio Veneto.